# 安楽律院
安楽律院（あんらくりついん）は延暦寺横川飯室谷の別所である安楽谷にかつて存在した天台宗安楽律法流の寺院。
放火を免れた一部の建物と高僧の墓、藤原定家の碑と爪塚が残っている。

## 歴史
- 985年（寛和元年）叡桓によって創建。
- 恵心僧都などが隠棲したところでもある。
- 江戸時代、公弁法親王により四分律兼学の律院となり、妙立や霊空らが厳しい戒律主義を唱導し、その一門を安楽律と呼びここに住した。
- 1949年（昭和24年）12月22日の夜に放火により正殿天井から出火、本堂、庫裏、鐘楼など六棟を焼く。国宝の本尊は焼けなかったが、古仏書約150箱など貴重な蔵品も焼失した。
- 2011年映画「るろうに剣心 3部作」でロケ地となった。